# Gran Premio d'Olanda
Il Gran Premio d'Olanda, o più propriamente Gran Premio dei Paesi Bassi, (in olandese Grote Prijs van Nederland) è una gara automobilistica di Formula 1 che si svolge dal 1952 sul Circuito di Zandvoort, presso la omonima cittadina dei Paesi Bassi. Nel 1950 e nel 1951 si disputò come Gran Premio non valido per il campionato mondiale di Formula 1.

## Storia
Non più disputato dal 1986, il ritorno del Gran Premio, previsto nel calendario della stagione 2020 con una convalida di tre anni, viene inizialmente rinviato e successivamente posticipato al 2021, a causa della pandemia di COVID-19. Le edizioni del 2022, 2023 e 2024 hanno stabilito il nuovo record di presenze con 305 000 spettatori. La gara del 2023 ha rappresentato il Gran Premio oggetto del più alto numero di pit stop nella storia della Formula 1, con 89, battendo il precedente primato di 88 soste del Gran Premio d'Ungheria 2011, nonché del maggior numero di sorpassi in una singola gara con 186, dopo il primato dei 161 del Gran Premio di Cina 2016, e in un singolo giro, con 63. Nella stagione 2026 il Gran Premio, che si disputa per l'ultima volta secondo contratto, ospita per la prima volta una delle sei Sprint del campionato.

## Denominazione
Il nome ufficiale della gara è Grote Prijs van Nederland, che tradotto in italiano diventa Gran Premio dei Paesi Bassi. Tale definizione è dovuta al fatto che lo stato sovrano dei Paesi Bassi viene erroneamente definito Olanda nel linguaggio comune, stante la generale identificazione mediante sineddoche della totalità dei Paesi Bassi con la sua regione più nota, cosa peraltro presente in molte lingue europee.

## Albo d'oro
Lo sfondo rosa indica un evento non appartenente al Campionato mondiale di Formula 1.
| Anno        | Circuito      | Pilota             | Vettura                    | Resoconto     |
| ----------- | ------------- | ------------------ | -------------------------- | ------------- |
| 1950        | Zandvoort     | Louis Rosier       | Talbot-Lago                | Resoconto     |
| 1951        | Zandvoort     | Louis Rosier       | Talbot-Lago                | Resoconto     |
| 1952        | Zandvoort     | Alberto Ascari     | Ferrari                    | Resoconto     |
| 1953        | Zandvoort     | Alberto Ascari     | Ferrari                    | Resoconto     |
| 1954        | Non disputato | Non disputato      | Non disputato              | Non disputato |
| 1955        | Zandvoort     | Juan Manuel Fangio | Mercedes-Benz              | Resoconto     |
| 1956 – 1957 | Non disputato | Non disputato      | Non disputato              | Non disputato |
| 1958        | Zandvoort     | Stirling Moss      | Vanwall                    | Resoconto     |
| 1959        | Zandvoort     | Jo Bonnier         | BRM                        | Resoconto     |
| 1960        | Zandvoort     | Jack Brabham       | Cooper-Climax              | Resoconto     |
| 1961        | Zandvoort     | Wolfgang von Trips | Ferrari                    | Resoconto     |
| 1962        | Zandvoort     | Graham Hill        | BRM                        | Resoconto     |
| 1963        | Zandvoort     | Jim Clark          | Lotus-Climax               | Resoconto     |
| 1964        | Zandvoort     | Jim Clark          | Lotus-Climax               | Resoconto     |
| 1965        | Zandvoort     | Jim Clark          | Lotus-Climax               | Resoconto     |
| 1966        | Zandvoort     | Jack Brabham       | Brabham-Repco              | Resoconto     |
| 1967        | Zandvoort     | Jim Clark          | Lotus-Ford                 | Resoconto     |
| 1968        | Zandvoort     | Jackie Stewart     | Matra-Ford                 | Resoconto     |
| 1969        | Zandvoort     | Jackie Stewart     | Matra-Ford                 | Resoconto     |
| 1970        | Zandvoort     | Jochen Rindt       | Lotus-Ford                 | Resoconto     |
| 1971        | Zandvoort     | Jacky Ickx         | Ferrari                    | Resoconto     |
| 1972        | Non disputato | Non disputato      | Non disputato              | Non disputato |
| 1973        | Zandvoort     | Jackie Stewart     | Tyrrell-Ford               | Resoconto     |
| 1974        | Zandvoort     | Niki Lauda         | Ferrari                    | Resoconto     |
| 1975        | Zandvoort     | James Hunt         | Hesketh-Ford               | Resoconto     |
| 1976        | Zandvoort     | James Hunt         | McLaren-Ford               | Resoconto     |
| 1977        | Zandvoort     | Niki Lauda         | Ferrari                    | Resoconto     |
| 1978        | Zandvoort     | Mario Andretti     | Lotus-Ford                 | Resoconto     |
| 1979        | Zandvoort     | Alan Jones         | Williams-Ford              | Resoconto     |
| 1980        | Zandvoort     | Nelson Piquet      | Brabham-Ford               | Resoconto     |
| 1981        | Zandvoort     | Alain Prost        | Renault                    | Resoconto     |
| 1982        | Zandvoort     | Didier Pironi      | Ferrari                    | Resoconto     |
| 1983        | Zandvoort     | René Arnoux        | Ferrari                    | Resoconto     |
| 1984        | Zandvoort     | Alain Prost        | McLaren-TAG Porsche        | Resoconto     |
| 1985        | Zandvoort     | Niki Lauda         | McLaren-TAG Porsche        | Resoconto     |
| 1986 – 2020 | Non disputato | Non disputato      | Non disputato              | Non disputato |
| 2021        | Zandvoort     | Max Verstappen     | Red Bull Racing-Honda      | Resoconto     |
| 2022        | Zandvoort     | Max Verstappen     | Red Bull Racing-RBPT       | Resoconto     |
| 2023        | Zandvoort     | Max Verstappen     | Red Bull Racing-Honda RBPT | Resoconto     |
| 2024        | Zandvoort     | Lando Norris       | McLaren-Mercedes           | Resoconto     |

## Statistiche
Le statistiche si riferiscono alle sole edizioni valide per il campionato del mondo di Formula 1 e sono aggiornate al Gran Premio d'Olanda 2024.

### Vittorie per pilota
| Pos. | Pilota             | Vittorie |
| ---- | ------------------ | -------- |
| 1    | Jim Clark          | 4        |
| 2    | Jackie Stewart     | 3        |
| =    | Niki Lauda         | 3        |
| =    | Max Verstappen     | 3        |
| 5    | Alberto Ascari     | 2        |
| =    | Jack Brabham       | 2        |
| =    | James Hunt         | 2        |
| =    | Alain Prost        | 2        |
| 9    | Juan Manuel Fangio | 1        |
| =    | Stirling Moss      | 1        |
| =    | Jo Bonnier         | 1        |
| =    | Wolfgang Von Trips | 1        |
| =    | Graham Hill        | 1        |
| =    | Jochen Rindt       | 1        |
| =    | Jacky Ickx         | 1        |
| =    | Mario Andretti     | 1        |
| =    | Alan Jones         | 1        |
| =    | Nelson Piquet      | 1        |
| =    | Didier Pironi      | 1        |
| =    | René Arnoux        | 1        |
| =    | Lando Norris       | 1        |

### Vittorie per costruttore
| Pos. | Costruttore | Vittorie |
| ---- | ----------- | -------- |
| 1    | Ferrari     | 8        |
| 2    | Lotus       | 6        |
| 3    | McLaren     | 4        |
| 4    | Red Bull    | 3        |
| 5    | BRM         | 2        |
| =    | Brabham     | 2        |
| =    | Matra       | 2        |
| 8    | Mercedes    | 1        |
| =    | Vanwall     | 1        |
| =    | Cooper      | 1        |
| =    | Tyrrell     | 1        |
| =    | Hesketh     | 1        |
| =    | Williams    | 1        |
| =    | Renault     | 1        |

### Vittorie per motore
| Pos. | Motore        | Vittorie |
| ---- | ------------- | -------- |
| 1    | Ford-Cosworth | 10       |
| 2    | Ferrari       | 8        |
| 3    | Climax        | 4        |
| 4    | Mercedes      | 2        |
| =    | BRM           | 2        |
| =    | TAG Porsche   | 2        |
| =    | RBPT          | 2        |
| 8    | Vanwall       | 1        |
| =    | Repco         | 1        |
| =    | Renault       | 1        |
| =    | Honda         | 1        |

### Pole position per pilota
| Pos. | Pilota          | Pole |
| ---- | --------------- | ---- |
| 1    | René Arnoux     | 3    |
| =    | Max Verstappen  | 3    |
| 3    | Alberto Ascari  | 2    |
| =    | Graham Hill     | 2    |
| =    | Jochen Rindt    | 2    |
| =    | Ronnie Peterson | 2    |
| =    | Niki Lauda      | 2    |
| =    | Mario Andretti  | 2    |
| =    | Alain Prost     | 2    |
| =    | Nelson Piquet   | 2    |

### Pole position per costruttore
| Pos. | Costruttore | Pole |
| ---- | ----------- | ---- |
| 1    | Lotus       | 8    |
| 2    | Ferrari     | 7    |
| 3    | Brabham     | 4    |
| =    | Renault     | 4    |
| 5    | Red Bull    | 3    |
| 6    | BRM         | 2    |
| =    | McLaren     | 2    |
| 8    | Mercedes    | 1    |
| =    | Vanwall     | 1    |
| =    | Lola        | 1    |
| =    | March       | 1    |

### Pole position per motore
| Pos. | Motore        | Pole |
| ---- | ------------- | ---- |
| 1    | Ferrari       | 7    |
| =    | Ford-Cosworth | 7    |
| 3    | Climax        | 4    |
| =    | Renault       | 4    |
| 5    | Mercedes      | 2    |
| =    | BRM           | 2    |
| =    | BMW           | 2    |
| =    | RBPT          | 2    |
| 9    | Vanwall       | 1    |
| =    | Repco         | 1    |
| =    | TAG Porsche   | 1    |
| =    | Honda         | 1    |

### Giri veloci per pilota
| Pos. | Pilota               | GPV |
| ---- | -------------------- | --- |
| 1    | Jim Clark            | 5   |
| 2    | Stirling Moss        | 3   |
| =    | Niki Lauda           | 3   |
| =    | René Arnoux          | 3   |
| 5    | Jacky Ickx           | 2   |
| =    | Ronnie Peterson      | 2   |
| 7    | Alberto Ascari       | 1   |
| =    | Luigi Villoresi      | 1   |
| =    | Roberto Mieres       | 1   |
| =    | Bruce McLaren        | 1   |
| =    | Denny Hulme          | 1   |
| =    | Jean-Pierre Beltoise | 1   |
| =    | Jackie Stewart       | 1   |
| =    | Clay Regazzoni       | 1   |
| =    | Gilles Villeneuve    | 1   |
| =    | Alan Jones           | 1   |
| =    | Derek Warwick        | 1   |
| =    | Alain Prost          | 1   |
| =    | Lewis Hamilton       | 1   |
| =    | Max Verstappen       | 1   |
| =    | Fernando Alonso      | 1   |
| =    | Lando Norris         | 1   |

### Giri veloci per costruttore
| Pos. | Costruttore  | GPV |
| ---- | ------------ | --- |
| 1    | Ferrari      | 10  |
| 2    | Lotus        | 8   |
| 3    | Cooper       | 2   |
| =    | Brabham      | 2   |
| =    | Matra        | 2   |
| =    | McLaren      | 2   |
| 7    | Maserati     | 1   |
| =    | Vanwall      | 1   |
| =    | Renault      | 1   |
| =    | Williams     | 1   |
| =    | Toleman      | 1   |
| =    | Mercedes     | 1   |
| =    | Red Bull     | 1   |
| =    | Aston Martin | 1   |

### Giri veloci per motore
| Pos. | Motore        | GPV |
| ---- | ------------- | --- |
| 1    | Ferrari       | 10  |
| 2    | Climax        | 7   |
| 3    | Ford-Cosworth | 5   |
| 4    | Mercedes      | 3   |
| 5    | Maserati      | 1   |
| =    | Vanwall       | 1   |
| =    | Repco         | 1   |
| =    | Matra         | 1   |
| =    | Alfa Romeo    | 1   |
| =    | Renault       | 1   |
| =    | Hart          | 1   |
| =    | TAG Porsche   | 1   |
| =    | RBPT          | 1   |

### Podi per pilota
| Pos. | Pilota          | Podi |
| ---- | --------------- | ---- |
| 1    | Jim Clark       | 6    |
| =    | Niki Lauda      | 6    |
| 3    | Jackie Stewart  | 5    |
| 4    | Jack Brabham    | 4    |
| =    | Clay Regazzoni  | 4    |
| =    | Max Verstappen  | 4    |
| 7    | Graham Hill     | 3    |
| =    | James Hunt      | 3    |
| =    | Jacques Laffite | 3    |
| =    | Nelson Piquet   | 3    |
| =    | Alain Prost     | 3    |

### Podi per costruttore
| Pos. | Costruttore | Podi |
| ---- | ----------- | ---- |
| 1    | Ferrari     | 26   |
| 2    | Lotus       | 16   |
| 3    | BRM         | 9    |
| =    | Brabham     | 9    |
| 5    | McLaren     | 8    |
| 6    | Mercedes    | 5    |
| 7    | Red Bull    | 4    |
| 8    | Cooper      | 3    |
| =    | Matra       | 3    |
| =    | Ligier      | 3    |
| =    | Williams    | 3    |

### Podi per motore
| Pos. | Motore        | Podi |
| ---- | ------------- | ---- |
| 1    | Ferrari       | 26   |
| 2    | Ford-Cosworth | 24   |
| 3    | Climax        | 13   |
| 4    | BRM           | 9    |
| 5    | Mercedes      | 7    |
| 6    | Renault       | 5    |
| 7    | TAG Porsche   | 4    |
| 8    | Repco         | 3    |
| =    | RBPT          | 3    |
| 10   | Maserati      | 2    |
| =    | Matra         | 2    |

### Punti per pilota
| Pos. | Pilota          | Punti |
| ---- | --------------- | ----- |
| 1    | Max Verstappen  | 94    |
| 2    | Niki Lauda      | 46    |
| 3    | Jim Clark       | 44    |
| 4    | Lewis Hamilton  | 43    |
| 5    | Jackie Stewart  | 42    |
| 6    | Charles Leclerc | 40    |
| 7    | Lando Norris    | 39    |
| 8    | Fernando Alonso | 36    |
| 9    | Sergio Pérez    | 34    |
| 10   | Jack Brabham    | 31    |

### Punti per costruttore
| Pos. | Costruttore | Punti |
| ---- | ----------- | ----- |
| 1    | Ferrari     | 261   |
| 2    | Red Bull    | 128   |
| 3    | Lotus       | 122   |
| 4    | McLaren     | 114   |
| 5    | Mercedes    | 96    |
| 6    | Brabham     | 78    |
| 7    | BRM         | 67    |
| 8    | Alpine      | 38    |
| 9    | Cooper      | 28    |
| 10   | Williams    | 27    |

### Punti per motore
| Pos. | Motore        | Punti |
| ---- | ------------- | ----- |
| 1    | Ferrari       | 261   |
| 2    | Ford-Cosworth | 219   |
| 3    | Mercedes      | 174   |
| 4    | RBPT          | 99    |
| 5    | Climax        | 98    |
| 6    | BRM           | 74    |
| 7    | Renault       | 67    |
| 8    | Honda         | 43    |
| 9    | TAG Porsche   | 30    |
| 10   | Repco         | 21    |